# هينينج مولر
هينينج مولر (بالسويدية: Henning Müller)‏ هو لاعب كرة مضرب سويدي، ولد في 4 نوفمبر 1896 في ستوكهولم في السويد، وتوفي في 6 مايو 1980.

## وصلات خارجية
- هينينج مولر على موقع رابطة محترفي التنس (الإنجليزية)
- هينينج مولر على موقع الاتحاد الدولي لكرة المضرب (الإنجليزية)
- هينينج مولر على موقع كأس ديفيز (الإنجليزية)
- هينينج مولر على موقع أوليمبيديا (الإنجليزية)
- هينينج مولر على موقع اللجنة الأولمبية السويدية (السويدية)